# محمد أحمد رمضان
 محمد أحمد رمضان إبراهيم أحمد واسم الشهرة «محمد رمضان» هو لاعب كاراتيه دولي لعب في النادي الاهلي المصري سابقا (حتى 2022) ولاعب نادي الزهور الرياضي حاليا  ونادي اس بي ان ڤيرنون الفرنسي وفريق منتخب مصر القومي وحاصل علي العديد من الميداليات في بطولات عالمية وقارية.

## حياته
محمد احمد رمضان إبراهيم احمد من مواليد يوم 9 أغسطس سنة 1995 في القاهرة وحاصل علي العديد من البطولات المحلية والعالمية والقارية، بدأ مسيرته في الكاراتيه منذ أن كان عمره 4 سنوات في النادي الأهلي الرياضي في مصر ثم كان يمارس الكاتا (الاستعراض الحركي للقتال في الكاراتيه) والكوميتيه (القتال الفعلي في رياضة الكاراتيه) معًا حتى عام 2005 ثم قرر التخصص في الكوميتيه في عام 2006، حصل على أول ميدالية برونزية محلية في بطولات الجمهورية في عام 2007 ثم أول ذهبية محلية في بطولات الجمهورية في عام 2009 وكان عمره 14 عامًا فقط، ثم التحق بمنتخب مصر عام 2013، وحصل على أول ميدالية له في فئة الكبار (-75 كجم) في بطولة البريمير ليج عام 2014 وكان يبلغ من العمر 18 عامًا فقط في استاد «بيير دي كوبرتان»، تعرض بعدها لإصابة خطيرة في كتفه في منتصف عام 2014 مما منعه من إنهاء الموسم، ثم عاد في عام 2015 وفاز بأول بطولة عالم له في بطولة العالم تحت 21 عامًا بالإضافة إلى الميدالية الذهبية في بطولة البحر الأبيض المتوسط والميدالية الفضية في بطولة دبي المفتوحة للكبار، ليتعرض بعدها في عام 2016 لاصابه خطيرة في معصمه مما جعله يبتعد عن الملاعب مرة اخري لاجراء عملية جراحية ومنعته من إنهاء الموسم وأثرت على مستواه بشكل سيء في عام 2017 دون أي تصنيف عالمي بسبب فقدانه جميع نقاط التصنيف العالمي لأنه لم ينافس في أي بطولة، ليعود مرة اخري للملاعب في عام 2018 للمنافسه في فئة وزن جديد (-84 كجم)، ثم انضم إلى اس بي ان فيرنون (النادي الفرنسي) كاعارة في بطولات محددة  وعاد خطوة بخطوة مرة اخري إلى التصنيف العالمي بعد فوزه ببعض البطولات الدولية من سيريس أ والبريميرليج في تشيلي والصين وفرنسا حتى أصبح العاشر في التصنيف العالمي (-84 كجم) والمركز التاسع عشر في الترتيب الأولمبي بحلول يونيو 2020 والأول بين اللاعبين الأفارقة في الفئة الأولمبية (+75 كجم) والفئة العالمية (-84 كجم) بعد تحقيق الميدالية القارية في فبراير 2020، والجدير بالذكر انه حاصل علي وسام الرياضة من الطبقة الثالثة من الرئيس عبد الفتاح السيسي بعد حصوله علي الميدالية البرونزية في بطولة دورة الألعاب الأفريقية 2019.
وفي يونيو 2021 شارك محمد رمضان في البطولة المؤهلة لأوليمبياد طوكيو 2020 والتي اقيمت في باريس واقصي رمضان في المباراة الرابعة من لاعب كوسوفو 1-0 بعد تغلبه علي لاعب تايوان في مباراة دور 128 ثم لاعب سولفاكيا في دور 64 ثم رومانيا في دور 32.
واستمر محمد رمضان في حصد البطولات واحدة تلو الأخري من برونزيتين في بطولة البريميرليج باسطنبول و القاهرة 2021 ثم فضية في بطولة بريميرليج الفجيرة وبرونزية في بطولة بريميرليج ماتوسينهوس 2022 ليصل الي المركز الثالث في التصنيف الدولي لفئة الرجال تحت 84 كجم ويحافظ علي هذا المركز من يوليو 2022 حتي فبراير 2023.
في ديسمبر 2022 ، حقق الميدالية الذهبية في البطولة الأفريقية التي أقيمت في جنوب إفريقيا ، وحصل على الميدالية الذهبية مع منتخب مصر في مسابقة الجماعي رجال كوميتيه بعد الفوز على المنتخب الجزائري في النهائي 3-0.
في يناير 2023 ، بعد بطولة البريميرليج بالقاهرة توج محمد رمضان بجائزة (الجراند وينر) وهي جائزة تمنح لأفضل لاعب في بطولات البريميرليج كل عام من الاتحاد الدولي للكاراتيه وقد حصل عليها رمضان في وزن اقل من 84كجم بعد ان حقق الشرطين للحصول علي الجائزة وفقا لقوانين الاتحاد الدولي وهم كالاتي اولا الحصول علي اعلي نقاط في تصنيف البريميرليج لعام 2022 ثانيا المشاركة في اربع بطولات علي الاقل من اصل خمس بطولات في موسم 2022. وقد ارتفع تصنيفه الدولي بعد هذا الموسم ليصل الي المركز الثاني لوزن اقل من 84 كجم لشهر فبراير2023.
في مايو 2023 ، حصل علي الميدالية العاشرة له في بطولات الدوري العالمي بعد حصوله علي الميدالية البرونزية في بطولة الدوري العالمي بالرباط 2023 في ميزان -84 كجم.

## البطولات الرسمية
البطولات الرسمية هي بطولات منظمة من قبل الاتحاد الدولي أو الاتحاد القاري الخاص بكل قارة مقتصرة علي المنتخبات فقط (اتحادات الكاراتيه حول العالم) وغير مسموح باشتراك أي اندية أو جهه اخري.
| العام      | المسابقة                   | المكان     | المركز     | ملاحظة        |            |
| يمثل منتخب | يمثل منتخب                 | يمثل منتخب | يمثل منتخب | يمثل منتخب    | يمثل منتخب |
| ---------- | -------------------------- | ---------- | ---------- | ------------- | ---------- |
| 2015       | بطولة البحر المتوسط تحت 21 | الأسكندرية | أول        | تحت 75 كجم    |            |
| 2015       | بطولة العالم تحت 21        | جاكرتا     | ثاني       | تحت 84 كجم    |            |
| 2019       | بطولة أفريقيا للكبار       | غابورون    | أول        | كوميتيه جماعي |            |
| 2019       | دورة الالعاب الافريقية     | رباط       | ثالث       | كوميتيه جماعي |            |
| 2020       | بطولة أفريقيا للكبار       | طنجة       | ثاني       | تحت 84 كجم    |            |
| 2020       | بطولة أفريقيا للكبار       | طنجة       | ثاني       | كوميتيه جماعي |            |
| 2022       | بطولة أفريقيا للكبار       | ديربان     | أول        | كوميتيه جماعي |            |

## البطولات الدوري العالمي والسيرياس أ
هي بطولات مفتوحة عالمية منظمة من قبل الاتحاد الدولي للكاراتيه..وهي عبارة عن جولات في بلاد مختلفة تحت نفس المسمي ويسمح بأشتراك أي لاعب من أي جهه (اندية أو منتخبات).
| العام      | المسابقة                    | المكان     | المركز     | ملاحظة     |            |
| يمثل منتخب | يمثل منتخب                  | يمثل منتخب | يمثل منتخب | يمثل منتخب | يمثل منتخب |
| ---------- | --------------------------- | ---------- | ---------- | ---------- | ---------- |
| 2014       | بطولة البريمير ليج فرنسا    | باريس      | ثاني       | تحت 75 كجم |            |
| 2018       | بطولة السيرياس أ تشيلي      | سانتياغو   | ثالث       | تحت 84 كجم |            |
| 2018       | بطولة السيرياس أ الصين      | شانغهاي    | ثالث       | تحت 84 كجم |            |
| 2019       | بطولة البريمير ليج فرنسا    | باريس      | ثالث       | تحت 84 كجم |            |
| 2020       | بطولة البريمير ليج فرنسا    | باريس      | أول        | تحت 84 كجم |            |
| 2021       | بطولة البريمير ليج تركيا    | اسطنبول    | ثالث       | تحت 84 كجم |            |
| 2021       | بطولة البريمير ليج مصر      | القاهرة    | ثالث       | تحت 84 كجم |            |
| 2022       | بطولة البريمير ليج الإمارات | الفجيرة    | ثاني       | تحت 84 كجم |            |
| 2022       | بطولة البريمير ليج البرتغال | ماتوسينهوس | ثالث       | تحت 84 كجم |            |
| 2023       | بطولة البريمير ليج الرباط   | الرباط     | ثالث       | تحت 84 كجم |            |

## أوسمة وجوائزمحلية ودولية
- حصل علي وسام الرياضة من الطبقة الثالثة من الرئيس عبد الفتاح السيسي بعد حصوله علي الميدالية البرونزية في بطولة دورة الألعاب الأفريقية 2019.
- حصل علي جائزة (الجراند وينر) من الاتحاد الدولي للكاراتيه كأفضل لاعب لعام 2022 وزن تحت 84 كجم.